# Asiaster duostriatus
Asiaster duostriatus är en skalbaggsart som beskrevs av Kapler 1999. Asiaster duostriatus ingår i släktet Asiaster och familjen stumpbaggar. Inga underarter finns listade i Catalogue of Life.